# Videojoc de simulació de vida
Els videojocs de simulació de vida o videojocs de vida artificial són un subgènere dels videojocs de simulació en què el jugador viu i controla una o més formes de vida artificial. Un videojoc de simulació de vida pot girar al voltant d'individus i les seves relacions, o pot ser una simulació d'un ecosistema. Aquest gènere conté els següents subgèneres:
- Els videojocs de simulació biològica: permeten que el jugador experimenti amb temàtiques com la genètica, la supervivència o els ecosistemes, sovint en forma de videojocs educatius.
- Els videojocs de simulació de mascotes: s'enfoquen més aviat en la relació entre el jugador i una o més formes de vida. Són més limitats en ambient que els videojocs de simulació biològica. Exemples destacables d'aquest gènere són Tamagotchi, la saga Petz, Viva Piñata i Nintendogs.
- Els videojocs de simulació social: tenen una jubagilitat l'element principal de la qual és la interacció social entre entitats del joc. Un exemple clàssic d'aquest gènere és The Sims.

## Subgèneres
Tot i que aquest tipus de videojocs és relativament modern, ja hi ha diversos subgèneres ben destacats.

### Videojocs de simulació biològica
Alguns videojocs poden simular o bé ecosistemes sencers controlats pel jugador, on els organismes puguin evolucionar (semblants als jocs de simulació de Déu), o bé la vida d'un animal individual, on el jugador pren el seu paper (semblants als jocs de rol).
Un representant típic d'aquesta variant és SimLife, que, tot i que és més aviat abstracte, apunta a simular ecosistemes semblants als que presenta la Terra. Un altre exemple és Darwinbots, un programa d'intel·ligència artificial encara més abstracte, que cerca simular els principis generals de la biologia, però també és emprat com un joc de programació amb bots semblant a Robot Battle. Si bé aquests dos videojocs s'enfoquen en la simulació de vida en si en comptes de l'entreteniment i no presenten una història fictícia o aspectes fantàstics, es poden trobar jocs amb aquests elements a la saga Creatures i en una gran quantitat de jocs del gènere tycoon (per exemple la saga Wildlife Tycoon o Jurassic Park: Operation Genesis). Aquests jocs, tanmateix, també intenten simular, de manera detallada i realista, el comportament natural dels animals, plantes i de vegades ecosistemes (com a Wildlife Tycoon) i elements com la genètica i l'evolució (com a Creatures).
Un altre grup de videojocs de simulació biològica cerca simular la vida d'un animal individual, on el jugador adopta el seu paper (en comptes de simular un ecosistema sencer controlat pel jugador). Aquest subgènere inclou jocs com Wolf i la seva seqüela, Lion, o WolfQuest i Odell.

### Videojocs de simulació de mascotes
Aquests videojocs poden ser simulacions d'animals reals, com la sèrie Petz, o de fantasia, com Tamagotchi. A diferència dels videojocs de simulació biològica, la mascota generalment no es reprodueix ni mor.
La mascota és capaç d'aprendre una sèrie de tasques. Aquesta qualitat d'una rica intel·ligència distingeix les mascotes artificials d'altres tipus d'intel·ligència artificial, en les quals els individus tenen regles senzilles però la població com un conjunt desenvolupa propietats emergents. El comportament de les mascotes artificials és típicament preprogramat i no és realment emergent.